# Sud-Est SE.161
Die Sud-Est SE.161 Languedoc war ein viermotoriges Verkehrsflugzeug des französischen Herstellers SNCASE. Die ursprüngliche Bezeichnung lautete Bloch MB.161. Die auf Kurz- und Mittelstrecken eingesetzte Maschine war für fünf Besatzungsmitglieder und 33 Passagiere ausgelegt, teilweise bis 44. Die Flugzeuge besaßen keine Druckkabine und anfangs auch keine Kabinenheizung. Die an das französische Militär gelieferten Flugzeuge dienten teilweise als Fernbomber.
Der Prototyp entstand noch vor dem Zweiten Weltkrieg. Die Auslieferung der Serienmaschinen erfolgte ab 1946. Die Produktion in Toulouse endete 1949 nach 100 gebauten Exemplaren.

## Geschichte
Nachdem die Société des Avions Marcel Bloch Mitte der 1930er-Jahre die für zwölf Passagiere ausgelegte Bloch MB.160 entwickelt hatte, entwarf das Unternehmen eine vergrößerte Version mit mehr als 30 Plätzen. Nach der Verstaatlichung des Herstellers setzte die Nachfolgegesellschaft SNCASE das Projekt fort. Der Prototyp der MB.161 erlebte im September 1939 seinen Erstflug. Zu diesem Zeitpunkt lag bereits eine Bestellung der Air France über vierzig Maschinen vor.
Kriegsbedingt endeten die Erprobungen erst im Januar 1942. Die geplante Fertigstellung von zunächst zwanzig Flugzeugen für Air France und die Lufthansa wurde durch die Verzögerungstaktik des Herstellers verhindert.
Erst nach der Befreiung Frankreichs konnte ein zweiter, verbesserter Prototyp fertiggestellt werden, der am 27. September 1945 seinen Erstflug absolvierte. Die Serienproduktion der nun SE.161 Languedoc genannten Maschinen begann 1946. Im Mai 1947 erwarb die polnische Fluggesellschaft LOT fünf Exemplare für ihr europäisches Streckennetz und stellte sie bis Oktober 1947 in Dienst. Weitere Flugzeuge kamen in den Besitz der französischen Luftwaffe und Marine.

## Konstruktion
Die SE.161 war ein als freitragender Tiefdecker ausgelegtes Ganzmetallflugzeug. Sie verfügte über ein doppeltes Seitenleitwerk und ein einziehbares Spornradfahrwerk. Dieses erwies sich als unzuverlässig und musste mehrfach überarbeitet werden. Der Rumpfquerschnitt bildete ein nach oben abgerundetes Rechteck.
Neben fünf Besatzungsmitgliedern konnte die Languedoc bei normaler Bestuhlung 33 Passagiere aufnehmen. Die von der Air France ins Ausland verkauften Maschinen wurden überwiegend auf Kurzstrecken eingesetzt und erhielten üblicherweise 44 Sitze.
Der Antrieb bestand zunächst aus vier Sternmotoren Gnôme-Rhône 14N 44/45, die an der Vorderseite der Tragflächen angebracht waren und jeweils 1150 PS leisteten. Da sie einen zu hohen Wartungsaufwand erforderten, wurden sie 1947 gegen mit Dreiblattpropellern versehene Pratt & Whitney R-1830-Motoren ausgetauscht. Die vom französischen Militär genutzten Flugzeuge erhielten Gnôme-Rhône-14R-Triebwerke und Vierblattpropeller.

## Nutzung
Der Ersteinsatz der Air France-Maschinen erfolgte ab dem 28. Mai 1946 zunächst auf der Strecke zwischen Paris und Algier, später folgten Strecken innerhalb Europas. Nachdem sich Probleme mit dem Antrieb und dem Fahrwerk ergeben hatten, wurden die Flugzeuge im Oktober abgestellt und ab 1947 mit neuen Motoren und der neuen Bezeichnung SE.161.P7 wieder in Dienst gestellt. Die Nachrüstung mit einer Enteisungsanlage und einer Kabinenheizung machte sie erstmals wintertauglich. Der Einsatz erfolgte von nun an auf innereuropäischen Strecken.
Nach einem Zwischenfall am 31. Mai 1948, als auf dem Linienflug von Warschau nach Paris mit Zwischenlandung in Straßburg drei der vier Motoren des LOT-Flugzeugs Werknummer 21 (SP-LDA) versagten und eine Notlandung bei Reims erzwangen, sprach LOT für alle ihre Languedocs einen Flugverbot aus. Später verzichtete sie wegen der fehlenden Devisen auf die Wiederaufnahme des Betriebes. Am 20. Dezember 1950 wurden alle fünf LOT-Maschinen aus dem Register gestrichen.
Ab 1952 setzte Air France die unbefriedigenden Maschinen nur noch im Frachtverkehr ein und stellte sie 1954 endgültig außer Dienst. Einen Teil der Flugzeuge übernahm das französische Militär, weitere Maschinen konnten ins Ausland verkauft werden. In Spanien, Tunesien und Ägypten blieben sie teilweise bis 1959 im Passagierdienst.
Die vom französischen Militär beschafften Maschinen erhielten die Bezeichnung SE.161R. Die 25 von der Marine übernommenen Flugzeuge dienten von 1949 bis 1959 als Langstreckentransporter und als Ausbildungsmaschinen. Die Luftwaffe nutzte ihre Flugzeuge bis 1955 als Transportflugzeuge, teilweise auch als Fernbomber. Zehn von der Air France übernommene Maschinen ließ die Marine zu Rettungsflugzeugen umbauen.
Einige Maschinen dienten später als Testflugzeuge für Triebwerke und Lenkwaffen. Das letzte Exemplar wurde 1964 außer Dienst gestellt.

### Zivile Nutzer

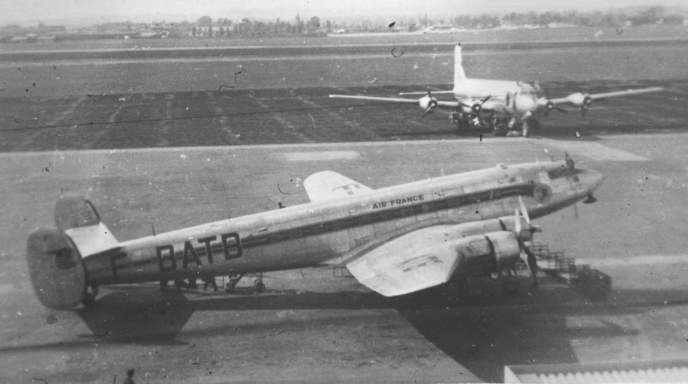
SE.161 der Air France

Ägypten
- Misrair

 Frankreich
- Air France

 Libanon
- Air Liban

 Polen
- LOT

 Spanien
- Aviaco

 Tunesien
- Tunisair

### Militärische Nutzer
Frankreich
- Französische Luftstreitkräfte
- Französische Marine

## Zwischenfälle
Während der Einsatzzeit der Languedoc kam es von 1947 bis 1964 zu 20 Totalverlusten. Bei 8 davon kamen 113 Personen ums Leben. Vollständige Liste:
- Am 7. Oktober 1947 wurde eine Sud-Est SE.161 Languedoc der Air France (Luftfahrzeugkennzeichen F-BATY) durch einen Unfall bei Bone (Frankreich) irreparabel beschädigt. Nähere Einzelheiten sowie Personenschäden sind nicht bekannt.[3]

- Am 26. Januar 1948 stürzte eine Languedoc der Air France (F-BCUC) auf einem Trainingsflug etwa 8 Kilometer südlich des Flughafens Le Bourget in eine Möbelfabrik im Pariser Vorort Romainville. Alle neun Besatzungsmitglieder wurden getötet, zwei Fabrikarbeiter verletzt.[4]

- Am 4. Februar 1948 wurde eine Sud-Est SE.161/P7 Languedoc der Air France (F-BATK) am Flughafen Marseille-Marignane (Frankreich) als Totalschaden abgeschrieben. Nähere Einzelheiten sowie Informationen über Personenschäden sind nicht bekannt.[5]

- Am 10. Februar 1948 wurde eine Sud-Est SE.161/P7 Languedoc der Air France (F-BATH) in Paris irreparabel beschädigt.[6]

- Am 31. Mai 1948  fielen auf dem Linienflug nach Paris mit Zwischenlandung in Straßburg drei der vier Motoren einer Languedoc der polnischen Polskie Linie Lotnicze LOT (SP-LDA) aus. Dem Piloten Wiktor Pełka gelang eine Außenlandung bei Reims. Die Insassen blieben unverletzt. Der Schaden an der Maschine wurde als reparabel eingestuft und in Frankreich behoben. Wegen fehlender Devisen wurde das Flugzeug von der LOT jedoch nicht abgeholt.[7]

- Am 14. Juni 1948 fing eine Sud-Est SE.161/P7 Languedoc der Air France (F-BATG) auf dem Flugplatz Coulommiers (Département Seine-et-Marne) beim Betanken Feuer. Ein Pilot und die acht anderen Insassen konnten sich retten, bevor das Flugzeug komplett ausbrannte.[8]

- Am 29. August 1948 wurde eine SE.161/P7 Languedoc der Air France (F-BATO) auf dem Flughafen Paris-Orly (Frankreich) bei einem Hangarbrand zerstört. Personen kamen nicht zu Schaden.[9]

- Am 23. November 1948 stürzte eine SE.161/P7 Languedoc der Air France (F-BATM) beim Start vom Flugplatz Toulouse-Montaudran (Frankreich) ab. Bei der Wartung waren die Seile für die Steuerung der Querruder durch die Mechaniker über Kreuz, also verkehrt herum, installiert worden. Der Testpilot wurde getötet, die anderen vier Besatzungsmitglieder überlebten (siehe auch Flugunfall der Air France bei Toulouse 1948).[10]

- Am 9. April 1949 überrollte eine SE.161/P7 Languedoc der Air France (F-BATU) bei der Landung auf dem Flughafen Nizza das Landebahnende und kollidierte mit einer Begrenzungsmauer. Das Flugzeug wurde irreparabel beschädigt. Alle 35 Insassen, fünf Besatzungsmitglieder und 30 Passagiere, überlebten den Unfall.[11]

- Am 30. Juli 1950 brach an einer Sud-Est SE.161/P7 Languedoc der Air France (F-BCUI) bei der Landung auf dem Flughafen Marseille-Marignane (Frankreich) das Fahrwerk zusammen. Alle 31 Insassen, sieben Besatzungsmitglieder und 24 Passagiere, überlebten den Totalschaden.[12]

- Am 22. Dezember 1951 stürzte eine Languedoc der ägyptischen MisrAir (SU-AHH) 10 Kilometer westlich des Flughafens Teheran-Mehrabad ab, nachdem sie ihn während eines Schneesturms bereits zweimal umkreist hatte. Alle 22 Personen an Bord wurden getötet.[13]

- Am 3. März 1952 kurvte eine Sud-Est SE.161/P7 Languedoc (F-BCUM) der Air France gleich nach dem Start vom Flughafen Nizza nach links und nahm eine immer größer werdende Schräglage ein. Schließlich drehte sie sich auf den Rücken und stürzte etwa 1 Kilometer nördlich des Flughafens ab. Als Ursache wurde ein blockiertes Querruder ermittelt, welches durch eine abgesprungene Steuerkette an der Steuersäule des Kapitäns verursacht worden war. Dieser Aufbau der Steuerung wurde als Konstruktionsfehler festgestellt. Bei diesem schwersten Unfall einer Languedoc wurden alle 4 Besatzungsmitglieder und 34 Passagiere getötet (siehe auch Flugunfall der Air France bei Nizza 1952).[14]

- Am 7. April 1952 kam eine SE.161/P7 Languedoc der Air France (F-BATB) beim Start auf dem Flughafen Paris-Le Bourget von der Startbahn ab und wurde irreparabel beschädigt. Alle 23 Insassen, fünf Besatzungsmitglieder und 18 Passagiere, überlebten den Unfall.[15]

- Am 30. Juli 1952 wurde in einer Languedoc der ägyptischen Misrair (SU-AHX) auf dem Flug nach Khartum unnötig ein Triebwerk abgestellt und der dortige Feuerlöscher betätigt. Der Kapitän entschied auf Rückkehr zum Ausgangsort, dem Flughafen Kairo-Almaza (Ägypten). Dort wurde dann auch noch eine Bauchlandung gemacht, bei der das Flugzeug irreparabel beschädigt wurde. Alle 38 Insassen, 5 Besatzungsmitglieder und 33 Passagiere, überlebten die Bruchlandung.[16]

- Am 23. Oktober 1952 verunglückte eine Languedoc der Französischen Luftstreitkräfte (FrAF 86/F-RAPC) bei Bonneuil-sur-Marne (Département Val-de-Marne, Frankreich). Alle 11 Insassen kamen ums Leben.[17]

- Am 6. Januar 1954 geriet eine Languedoc (OD-ABU) der Air Liban auf dem Flughafen Beirut beim Start nach Kuwait infolge eines Triebwerkschadens von der Startbahn ab, wobei das Fahrgestell zusammenbrach und die Maschine ausbrannte. Alle fünf Besatzungsmitglieder und vier Passagiere überlebten.[18]

- Am 24. April 1954 hatte die Besatzung einer Languedoc der ägyptischen Misrair (SU-AHZ) im Anflug auf den damaligen internationalen Flughafen von Damaskus (Syrien) eine Warnanzeige über ein nicht korrekt ausgefahrenes Fahrwerk. Der Fluglotse auf dem Tower teilte ihr jedoch mit, das Fahrwerk sei ausgefahren. Nach dem Aufsetzen brach das rechte Hauptfahrwerk zusammen, da es nicht verriegelt war. Alle 22 Insassen, 5 Besatzungsmitglieder und 17 Passagiere, überlebten die Bruchlandung. Das Flugzeug wurde zum Totalschaden.[19]

- Am 29. September 1956 stürzte eine Languedoc (EC-AKV) der spanischen Aviaco auf einem Flug von Málaga nahe dem Flughafen Teneriffa-Los Rodeos beim Anflug in ein Haus. Die 38 Flugzeuginsassen überlebten, jedoch wurde eine Person am Boden getötet.[20][21]

- Am 1. Dezember 1956 verschwand eine SE.161/P7 Languedoc der Französischen Luftstreitkräfte (FrAF 61/F-SSUN) im Mittelmeer südlich von Marseille. Die Maschine war vom Militärflugplatz Istres-Le Tubé (Département Bouches-du-Rhône) gestartet und wurde im Rahmen des Such- und Rettungsdienstes bei der Suche nach einem panamaischen Frachtschiff eingesetzt, dessen Besatzung einen Notruf abgesetzt hatte. Trotz intensiver Suche wurde keine Spur des Flugzeugs gefunden. Alle 10 Besatzungsmitglieder kamen ums Leben.[22]

- Am 4. Dezember 1958 stürzte eine Languedoc der Aviaco (EC-ANR) auf einem Flug von Vigo nach Madrid in den Guadarrama-Bergen ab. Alle 5 Besatzungsmitglieder und 16 Passagiere kamen ums Leben. Als Ursache wird starke Vereisung vermutet, die zum Kontrollverlust führte.[23]

## Technische Daten (SE.161 Languedoc)

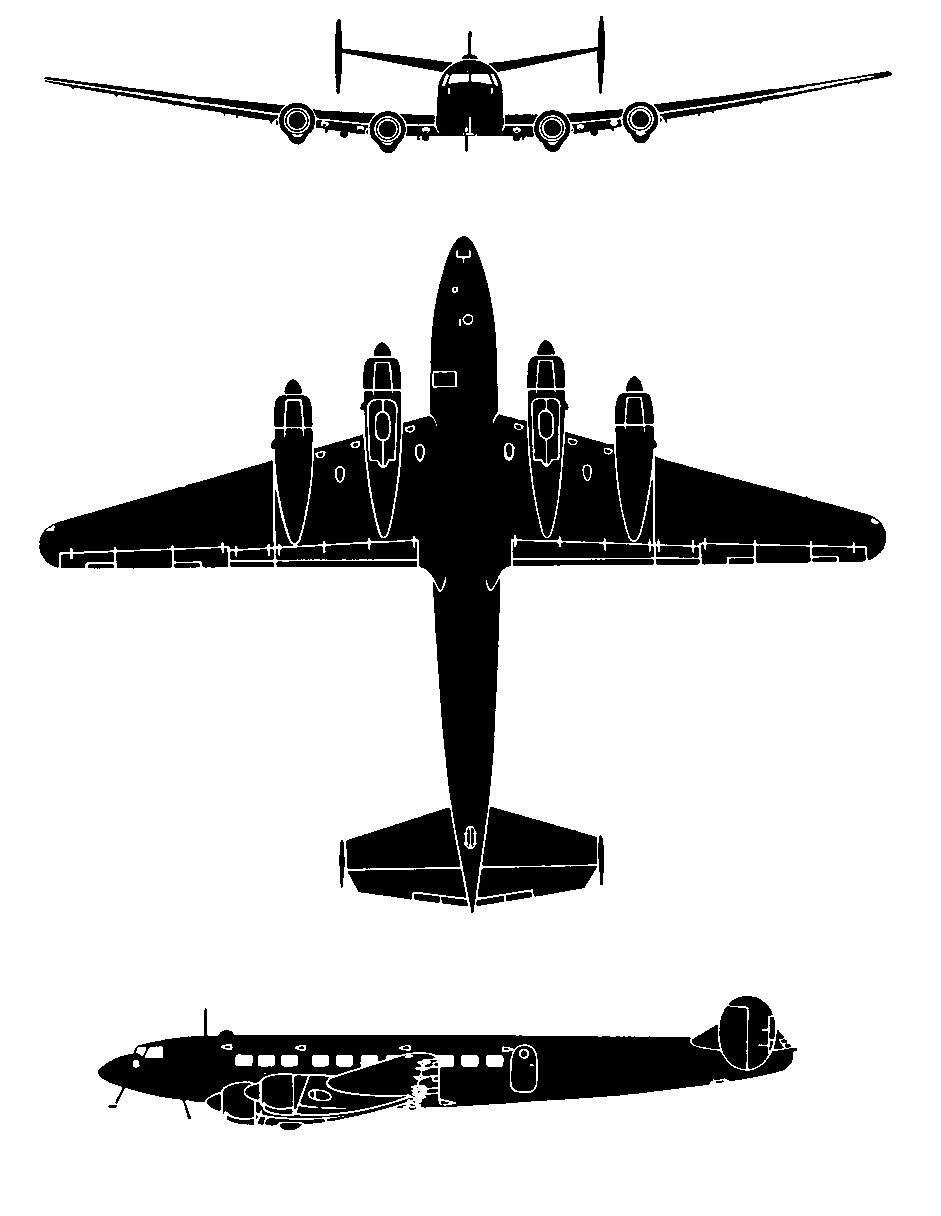
Dreiseitenansicht

| Kenngröße             | Daten                                                     |
| --------------------- | --------------------------------------------------------- |
| Besatzung             | 5                                                         |
| Passagiere            | 33                                                        |
| Länge                 | 24,24 m                                                   |
| Spannweite            | 29,38 m                                                   |
| Höhe                  | 5,13 m                                                    |
| Flügelfläche          | 111,27 m²                                                 |
| Flügelstreckung       | 7,8                                                       |
| Nutzlast              | 3.923 kg                                                  |
| Leermasse             | 12.650 kg                                                 |
| Startmasse            | 22.940 kg                                                 |
| Reisegeschwindigkeit  | 375 km/h                                                  |
| Höchstgeschwindigkeit | 439 km/h                                                  |
| Dienstgipfelhöhe      | 7.800 m                                                   |
| Reichweite            | 3.200 km                                                  |
| Triebwerke            | vier Sternmotoren Gnôme-Rhône 14N mit je 1150 PS / 845 kW |

## Vergleichbare Typen
- Douglas DC-4
- Focke-Wulf Fw 200